# Frontière entre l'Australie et la Nouvelle-Zélande
La frontière entre l'Australie et la Nouvelle-Zélande est intégralement maritime, dans la mer de Tasman en océan Pacifique, et elle est composée de deux frontières
La première sépare les territoires australiens des îles Lord Howe et Norfolk des Îles des Trois Rois, extrémité de la Nouvelle-Zélande. 28 points définissent les segments.
La deuxième sépare les territoires australiens de l'île Macquarie des îles néo-zélandaises Campbell et Auckland. 9 points définissent les segments.